# Нойенщат ам Кохер
Нойенщат ам Кохер (на немски: Neuenstadt am Kocher) е град в Баден-Вюртемберг, Германия, с 9546 жители (31 декември 2014). Намира се на река Кохер.